# População do Império Bizantino
Após o reinado do imperador Heráclio (r. 610-641) e as perdas de suas fronteiras no exterior, os territórios bizantinos foram praticamente limitados aos Bálcãs e à Anatólia. Quando o Império Bizantino começou a se recuperar após uma série de conflitos no século VIII e os territórios foram estabilizados, a população começou a se recuperar. Pelo fim do século VIII havia 7 000 000 romanos, um número que subiu para 12 000 000 pessoas em 1025. O número regrediu a 9 000 000 em 1204 e a 5 000 000 em 1281 com a chegada dos turcos otomanos.

Império Bizantino

Império Bizantino ca. 1025

Império Bizantino ca. 1450

| Ano  | População  | Notas                     | Área (km²) |
| ---- | ---------- | ------------------------- | ---------- |
| 300  | 17 000 000 | Império Romano do Oriente | 1 900 000  |
| 311  | 17 000 000 | Império Romano do Oriente | 2 100 000  |
| 457  | 16 000 000 | Império Romano do Oriente | 2 350 000  |
| 518  | 19 000 000 | Império Romano do Oriente | 2 300 000  |
| 540  | 19 000 000 | Império Romano do Oriente | 3 200 000  |
| 565  | 26 000 000 | Império Romano do Oriente | 3 400 000  |
| 600  | 17 000 000 | Império Romano do Oriente | 2 900 000  |
| 641  | 10 500 000 | Império Romano do Oriente | 1 500 000  |
| 668  | 10 000 000 | Império Romano do Oriente | 1 300 000  |
| 717  | 9 500 000  | Império Romano do Oriente | 910 000    |
| 775  | 7 000 000  | Império Romano do Oriente | 1 050 000  |
| 780  | 7 000 000  | Império Romano do Oriente | 1 080 000  |
| 842  | 8 000 000  | Império Romano do Oriente | 1 150 000  |
| 959  | 9 000 000  | Império Romano do Oriente | 1 550 000  |
| 1025 | 12 000 000 | Império Romano do Oriente | 1 675 000  |
| 1097 | 5 000 000  | Império Romano do Oriente | 500 000    |
| 1143 | 10 000 000 | Império Romano do Oriente | 650 000    |
| 1204 | 9 000 000  | Império Romano do Oriente | 210 000    |
| 1282 | 5 000 000  | Império Romano do Oriente | 550 000    |
| 1312 | 2 000 000  | Império Romano do Oriente | 460 000    |
| 1320 | 2 000 000  | Império Romano do Oriente | 420 000    |
| 1453 | 4 500 000  | Grécia + Ásia Menor       |            |

## População de Constantinopla
| \| Ano \| População \| \| ---- \| --------- \| \| 330 \| 40 000 \| \| 400 \| 400 000 \| \| 530 \| 550 000 \| \| 545 \| 350 000 \| \| 715 \| 300 000 \| \| 950 \| 400 000 \| \| 1200 \| 150 000 \| \| 1453 \| 36 000 \| |           |
| Ano | População |
| 330 | 40 000    |
| 400 | 400 000   |
| 530 | 550 000   |
| 545 | 350 000   |
| 715 | 300 000   |
| 950 | 400 000   |
| 1200 | 150 000   |
| 1453 | 36 000    |